# Maksymilian Teofil Gumplowicz
Maksymilian Teofil Gumplowicz (ur. 27 kwietnia 1845 w Krakowie, zm. po 1889) – polski lekarz, powstaniec styczniowy, podróżnik.
Studiował na Uniwersytecie Wiedeńskim, tytuł doktora medycyny otrzymał w 1869 roku. Od 1876 zarządzał Zakładem Kąpielowo-klimatycznym w Veldes w Krainie. Od 1877 kierował zakładem hydroterapeutycznym w Priessnitzthal. Od 1883 praktykował jako lekarz okrętowy, odbył podróże na Sumatrę, Malaje, Nową Gwineę i Filipiny. Pod koniec 1887 służył w cywilnej służbie zdrowia kierując szpitalem w okręgu Kendal na Jawie. Po przejściu na emeryturę osiadł w Holandii.